# بوندا
بوندا هي وجبة خفيفة من البطاطس المقلية من جنوب الهند، تحتوي على العديد من النكهات الحلوة والمالحة في مناطق مختلفة. النوع الأكثر شيوعًا هو ألو بوندا (بوندا البطاطس)، وتشمل الاختلافات الأخرى الخاصة بالمنطقة استبدال البطاطس بالبطاطا الحلوة أو التبيوكة أو الأناناس المبشور أو البازلاء الخضراء أو البنير.

## التحضير

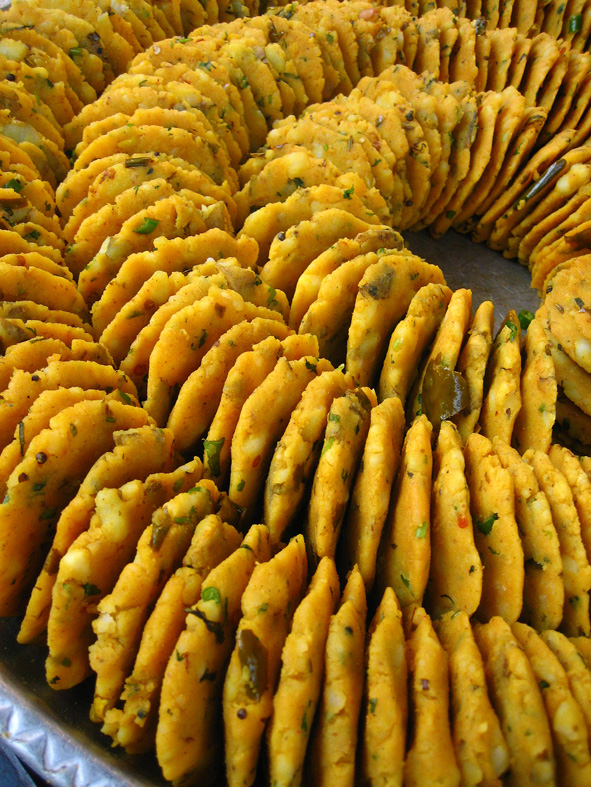
البطاطا فادا، إصدار ماهاراشتران

عملية صنع بوندا حارة تنطوي على قلي عميق للبطاطس (أو غيرها من الخضروات) المحشو والمغطى بعجين الطحين.
للبوندا خلطتين مختلفتين، واحدة حلوة وأخرى حارة. يفضل أهل كيرلا الحلوة ويسمونها سوغيان، في حين أن النسخة الحارة شائعة في بقية الهند. تسمى الخلطة الحارة ببطاطا فيدا في ولاية ماهاراشترا.
ويستبدل أهل بعض المناطق الإقليمية في ولاية كيرالا البطاطس بالتابيوكا (تسمى التابيوكا بوندا) أو البطاطا الحلوة والبصل وبيضة مسلوقة (وتسمى موتا بوندا)، المسالا واللحم المفروم وغيرها من المكونات.
بوندا الخضر هو طبق من المطبخ الادوبي، حيث تستعمل البازلاء الخضراء الطازجة وغيرها من الخضر والمفروم مثل الفول، والكزبرة، والجزر في الحشو.
ويسمى جوز الهند في لغة التولو بالبوندا أو الثاري (Thaarai).

## الروابط الخارجية
- وصفة: ألو باندا
- وصفة: مالابار بوندا البيض (Mutta Bonda)